# Sture Lagercrantz
Sture Lagercrantz (* 1910; † 2001) war ein schwedischer Ethnograph und von 1962 bis 1976 Professor für Ethnographie an der Universität Uppsala. Er verfasste wichtige Werke zur Ethnographie und Kulturgeschichte Afrikas.

## Werke
- Beiträge zur Kulturgeschichte der afrikanischen Jagdfallen. Stockholm : Bokförlags Aktiebolaget Thule, 1938
- Contribution to the ethnography of Africa. Lund : Håkan Ohlssons, 1950
- African methods of fire-making. Uppsala : Almqvist & Wiksell, 1954
- (mit Arne Furumark und Israel Ruong) Arctica. Uppsala : Almqvist & Wiksells Boktryckeri, 1956
- (mit Bengt Anell) Geophagical customs. Uppsala : Almqvist & Wiksells, 1958
- Spring-pole Snares and their Mechanisms. Uppsala 1966 (Studia Ethnographica Upsaliensia XXVI)
- The petrified ones. Uppsala, 1973
- Penis sheats and their distribution in Africa. Uppsala, 1976
- Varia (mehrere Bände)